# Ernst Lerch
Ernst Lerch (n. 19 noiembrie 1914, Klagenfurt, Austria – d. 1997, Klagenfurt, Austria) a fost un ofițer Sturmbannführer, unul dintre principalii actori ai Operațiunii Reinhard, având un rol esențial în gestionarea „chestiunilor evreiești” și în organizarea exterminării în masă a evreilor din teritoriul Guvernului General. În ciuda implicării sale directe în aceste crime, nu a fost niciodată condamnat pentru crime de război.

## Viața și începutul carierei
Ernst Lerch s-a născut pe 19 noiembrie 1914, în Klagenfurt. A urmat pentru o perioadă scurtă cursurile Hochschule für Welthandel⁠(d) din Viena, însă ulterior s-a dedicat formării profesionale în domeniul ospitalității. Între 1931 și 1934, a lucrat ca ospătar în mai multe hoteluri din Elveția, Franța și Ungaria. Pe 1 decembrie 1932, s-a alăturat Partidului Muncitoresc Național-Socialist German (NSDAP), primind numărul de membru 1.327.396. Mai târziu, pe 1 martie 1934, a devenit parte a Schutzstaffel (SS), unde a fost înregistrat cu numărul 309.700.
Între 1934 și anexarea Austriei de către Germania (Anschluss) în 1938, Ernst Lerch a lucrat la Café Lerch, afacerea deținută de tatăl său în Klagenfurt. Cafeneaua a devenit un loc de întâlnire pentru membri marcanți ai Partidului Nazist, precum Odilo Globočnik și Ernst Kaltenbrunner. Pe 9 septembrie 1936, în timp ce se afla încă în Austria, Lerch a fost avansat la gradul de sublocotenent SS (Untersturmführer⁠(d)), iar până în 1937 a fost promovat la rangul de prim-locotenent SS (Obersturmführer). În 1938, s-a mutat la Berlin.
La Berlin, pe 12 martie 1938, Ernst Lerch a fost avansat la gradul de căpitan SS (Hauptsturmführer) în cadrul Direcției de Securitate a Reichului. La nunta sa, unde s-a căsătorit cu o angajată a Gestapo-ului, martori au fost Oswald Pohl și Odilo Globočnik.

## Activități în Polonia
În decembrie 1938, Ernst Lerch s-a înrolat în armata germană. Conform propriilor declarații, a participat la campania din Polonia din 1939 cu grad de caporal în cadrul trupelor de transmisiuni. Între februarie 1940 și septembrie 1941, a fost angajat la Oficiul Principal de Securitate al Reichului (Reichssicherheitshauptamt, RSHA) din Berlin. Ulterior, a fost numit Rasse- und Siedlungsführer (conducător pentru rasă și colonizare) în Cracovia.

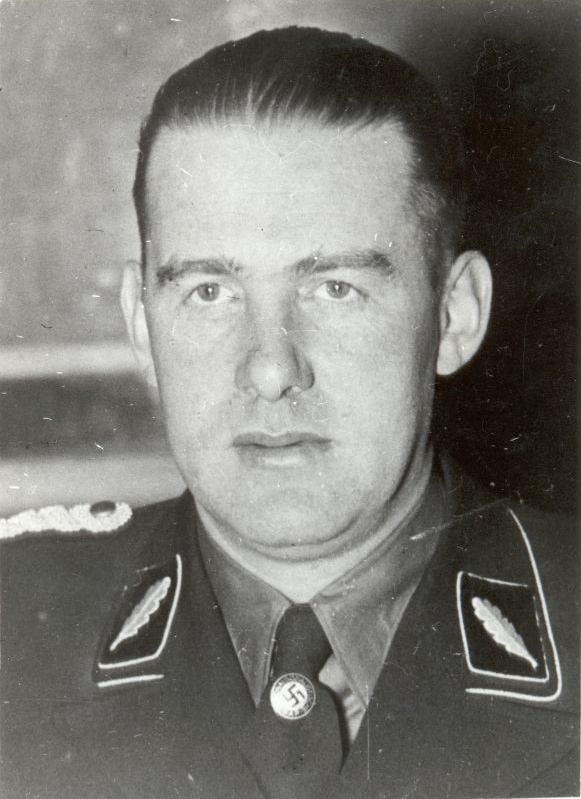
Liderul SS și al poliției, Odilo Globočnik, responsabil de operațiunea Reinhard

Între 1941 și 1943, Ernst Lerch a activat în Lublin ca șef al biroului personal al lui Odilo Globočnik și Stabsführer der Allgemeine SS. În această funcție, a fost responsabil pentru menținerea comunicațiilor radio între cartierul general al Operațiunii Reinhard și Berlin. Pe 21 iulie 1942, a fost avansat la gradul de SS-Sturmbannführer. După război, în cadrul procesului lui Hermann Worthoff, fostul șef al Gestapo din Lublin, s-a menționat că Lerch a coordonat personal exterminarea a mii de evrei din ghetoul Majdan Tatarski, care au fost uciși în Pădurea Krepiec din apropiere.
După încheierea Operațiunii Reinhard, în septembrie 1943, Ernst Lerch a fost trimis în Italia, unde s-a alăturat majorității ofițerilor SS din statul major al lui Odilo Globočnik. Stabilit la Trieste, a continuat să ocupe funcția de șef al biroului personal al lui Globočnik în cadrul Operationszone Adriatisches Küstenland (OZAK). Deși rămânea mâna dreaptă a acestuia, a preluat și atribuții de natură militară, implicându-se activ în operațiuni antipartizane. Pentru o perioadă de câteva săptămâni, Lerch a deținut și funcția de comandant provizoriu al poliției în Fiume.

## După război
După capitularea Germaniei în Italia⁠(d), pe 1 mai 1945, Ernst Lerch s-a refugiat în Carintia, în sudul Austriei, o regiune pe care o cunoștea bine. S-a ascuns la o pășune alpină, Möslacher Alm, situată în apropierea lacului Weissensee⁠(d). Pe 31 mai 1945, a fost capturat de un comando britanic, împreună cu Odilo Globočnik, Hermann Höfle și Georg Michalsen.
În 1980, serviciile de informații israeliene, Mossad, au pus la punct un plan de asasinare a lui Ernst Lerch. Conform planului, un dispozitiv exploziv urma să fie atașat la mașina acestuia de pe o motocicletă în mișcare și să fie detonat ulterior. Acest plan, care nu a fost niciodată pus în aplicare, a devenit cunoscut abia în 2018, după ce fostul agent Mossad Yossi Chen a publicat documentele referitoare la operațiune. De asemenea, Mossad intenționase să-l asasineze și pe Franz Murer⁠(d), cunoscut ca „Măcelarul din Vilnius”. Cu toate acestea, nicio asasinare nu a fost realizată, deoarece noul șef al Mossadului, Yitzhak Hofi, temea că astfel de atacuri pe teritoriul austriac ar fi putut pune în pericol relațiile dintre Israel și Austria. 